# Nokia 2630
Nokia 2630 este un telefon mobil produs în România.Nokia 2630 este un subțire entry-level de telefon pentru muzică, cu o cameră VGA și suport pentru tonuri de apel MP3.

## Caracteristici
- Bluetooth 2.0
- Cameră VGA
- MMS
- Memorie disponibilă 11 MB[3]
- Radio FM
- GPRS
- WAP suportă pagini (XHTML)
- e-mail care sprijină protocoalele POP3,IMAP4 și SMTP
- USB